# Samir Bousenine
Samir Bousenine (Andorra la Vieja, Andorra, 7 de febrero de 1991) es un futbolista andorrano. Se desempeña en posición de extremo derecho y actualmente juega en el Inter Club d'Escaldes, que milita en la Primera División de Andorra.

## Clubes
Bousenine ha jugado para el FC Andorra, FC Santa Coloma, TF Croix-Daurade, AS Tournefeuille, US Revel, FC Lusitanos, Engordany y Inter Club d'Escaldes.
Hizo su debut internacional para la selección de Andorra en 2010.
| Club                  | País    | Temporada     |
| --------------------- | ------- | ------------- |
| FC Andorra            | Andorra | 2009-2010     |
| FC Santa Coloma       | Andorra | 2010-2012     |
| TF Croix-Daurade      | Francia | 2012-2013     |
| AS Tournefeuille      | Francia | 2013-2014     |
| US Revel              | Francia | 2014-2015     |
| Lusitanos             | Andorra | 2015-2016     |
| Engordany             | Andorra | 2016-2017     |
| Inter Club d'Escaldes | Andorra | 2017-presente |